# Balthasar Daniel van Idsinga

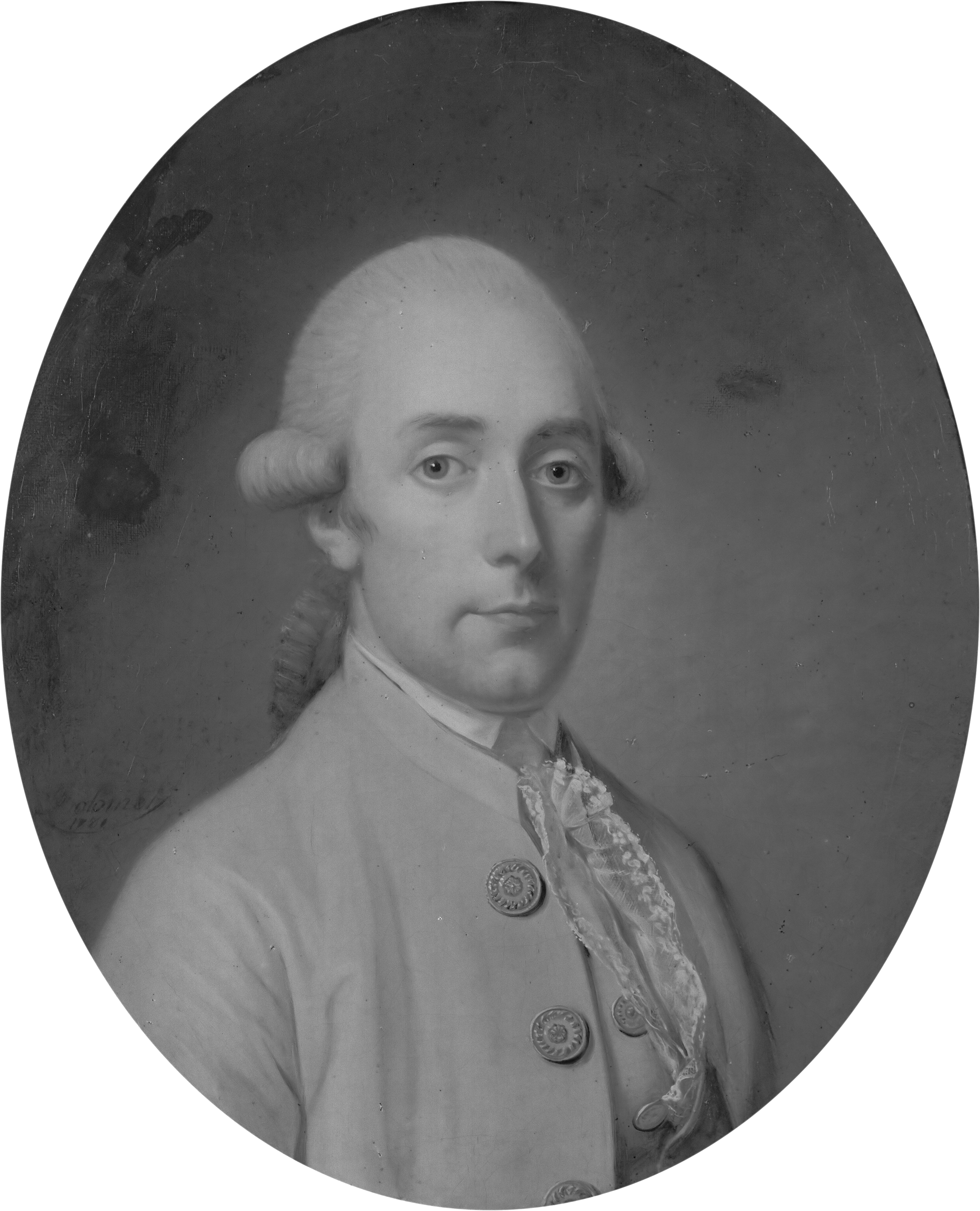
B.D. van Idsinga (1781), door Benjamin Bolomey

Balthasar Daniel van Idsinga (Batavia, 23 augustus 1745 - Groningen, 1 december 1818) was een Nederlands burgemeester.
Van Idsinga stamt uit een Friese familie. Hij werd echter geboren in het toenmalige Nederlands-Indië, waar zijn vader Meyert Johannis van Idsinga commandeur was van Sumatra's Westkust.
Van Idsinga studeerde rechten aan de Hogeschool in Groningen. Hij was achtereenvolgens gehuwd met Sibilla Volkera Gockinga (1745-1780), Margaretha Theodora Collot d' Escury (1751-1807) en Etje Wieringa (1763-1812). Hij bekleedde diverse ambten en was onder meer gilde-rechtsheer, curator van de Academie, gezworene, vroedschap, raadsheer en burgemeester (1815-1817) in de stad Groningen. Hij behoorde tot de patriotten.